# Enets
|  | No s'ha de confondre amb Nenets (poble). |

Els Enets (rus: энцы, entsi; singular en rus: энец, enets), també anomenats Ienetses, Entsi, Samoiedes del Ienissei, Ienisseians o Ienissei són una ètnia indígena de Sibèria a Rússia. Tradicionalment eren nòmades que vivien a la riba oriental, prop de la desembocadura, del riu Ienissei. Molts viuen a la població de Potapovo al krai de Krasnoiarsk a la Sibèria occidental prop del cercle polar àrtic. Segons el cens rus de 2002 hi havia 237 enets. A Ucraïna n'hi havia 26, dels quals 18 eren capaços de parlar el seu idioma propi.
L'idioma enets pertany al grup samoièdic (llengües samoiedes). Malgrat el seu nom, no tenen cap relació amb les llengües ienisseianes que són una branca totalment diferent.

## Situació actual
L'escriptor de viatges britànic Colin Thubron visità la població de Potapovo a finals de la dècada de 1990 i va trobar els enets desculturalitzats i desmoralitzats amb problemes d'alcoholisme. La granja col·lectiva de rens fundada en època de Nikita Khrusxov va quedar severament afectada per la pluja àcida originada per les foneries de les mines de níquel de Norilsk. Una granja de pells de guineu blanca també havia entrat en declivi. La meitat de la població estava a l'atur, uns pocs tenien ocupació en la granja de rens i uns altres en la pesca fluvial al Ienissei.
El poble compta amb un petit hospital, una escola primària (els nivells superiors es fan a Dudinka); i els petits imports de les pensions de jubilació a Rússia. L'esperança de vida és només de 45 anys.